# Cycas javana
Cycas javana là một loài thực vật hạt trần trong họ Cycadaceae. Loài này được Miq. de Laub. mô tả khoa học đầu tiên năm 1996.